# Варгас Пенья, Луис
Луи́с Ва́ргас Пе́нья (исп. Luis Vargas Peña; 1905, Парагвай — 1994) — парагвайский футболист, нападающий сборной Парагвая. Участник чемпионата мира 1930 года.

## Карьера

### Клубная
Луис Варгас Пенья играл за «Олимпию» из Асунсьона.

### В сборной
В составе национальной сборной Парагвая участвовал в ЧЮА 1926, провёл две встречи, забил 1 гол. Также был участником чемпионата мира 1930 года, где сыграл 2 матча и забил 1 гол во встрече против сборной Бельгии. Этот гол позволил парагвайцам одержать победу, но её оказалось недостаточно, чтобы выйти из группы.
| Матчи и голы Луиса Варгаса Пеньи за сборную Парагвая | Матчи и голы Луиса Варгаса Пеньи за сборную Парагвая | Матчи и голы Луиса Варгаса Пеньи за сборную Парагвая | Матчи и голы Луиса Варгаса Пеньи за сборную Парагвая | Матчи и голы Луиса Варгаса Пеньи за сборную Парагвая | Матчи и голы Луиса Варгаса Пеньи за сборную Парагвая | Матчи и голы Луиса Варгаса Пеньи за сборную Парагвая |
| ---------------------------------------------------- | ---------------------------------------------------- | ---------------------------------------------------- | ---------------------------------------------------- | ---------------------------------------------------- | ---------------------------------------------------- | ---------------------------------------------------- |
| №                                                    | Дата                                                 | Место проведения                                     | Соперник                                             | Счёт                                                 | Голы                                                 | Турнир                                               |
| 1                                                    | 1 ноября 1926                                        | Сантьяго, Чили                                       | Уругвай                                              | 1:6                                                  | -                                                    | Чемпионат Южной Америки по футболу 1926              |
| 2                                                    | 3 ноября 1926                                        | Сантьяго, Чили                                       | Чили                                                 | 1:5                                                  | 1                                                    | Чемпионат Южной Америки по футболу 1926              |
| 3                                                    | 17 июля 1930                                         | Монтевидео, Уругвай                                  | США                                                  | 0:3                                                  | -                                                    | Чемпионат мира 1930                                  |
| 4                                                    | 20 июля 1930                                         | Монтевидео, Уругвай                                  | Бельгия                                              | 1:0                                                  | 1                                                    | Чемпионат мира 1930                                  |

Итого: 4 матча / 2 гола; 1 победа, 0 ничьих, 3 поражения.